# Partit de la Gran Unió
El Partit de la Gran Unió (turc Büyük Birlik Partisi, BBP) és un partit polític de Turquia fundat el 1993 per Muhsin Yazıcıoğlu. La seva ideologia és ultranacionalista turca i se'l considera proper als Llops Grisos. Està relacionat amb la tendència "Alperen Ocaklari", que defensa síntesi entre islamisme i ultra-nacionalisme turc, i que es va separar del Partit Nacionalista de Treball (MCP), successor del Partit del Moviment Nacional el juliol de 1992. Només ha estat present al parlament turc gràcies a les coalicions, i a les eleccions legislatives turques de 2002 només va obtenir l'1,1% dels vots. Tot i això, un candidat del partit fou escollit alcalde de Sivas a les eleccions locals de 2009.
El gener de 2007 el periodista turco-armeni Hrant Dink fou assassinat per l'ultranacionalista Ogün Samast, de qui es va dir que tenia relacions amb el partit i amb els Llops Grisos, però no fou pas demostrat. El 25 de març de 2009 Muhsin Yazıcıoğlu va morir en un accident d'helicòpter a la província de Kahramanmaraş quan anava a fer un míting durant les eleccions locals turques.